# Mio Otani
Mio Otani (født 5. maj 1979) er en tidligere japansk fodboldspiller. Hun har tidligere spillet for Japans kvindefodboldlandshold.

## Japans fodboldlandshold
| Japans landshold | Japans landshold | Japans landshold |
| År               | Kmp              | Mål              |
| ---------------- | ---------------- | ---------------- |
| 2000             | 5                | 0                |
| 2001             | 11               | 9                |
| 2002             | 10               | 2                |
| 2003             | 14               | 13               |
| 2004             | 10               | 7                |
| 2005             | 7                | 0                |
| 2006             | 9                | 0                |
| 2007             | 7                | 0                |
| Total            | 73               | 31               |